# Niwa Nagatomi
Niwa Nagatomi (丹羽長富, 12 octobre 1803-12 août 1866) est un daimyo de la fin de l'époque d'Edo.

## Biographie
Nagatomi, connu dans son enfance sous le nom de « Kakuzō » (覚蔵) et plus tard « Bankichi » (蕃吉), naît en 1803 à la résidence d'Edo de sa famille. Il est le fils ainé de Niwa Nagaaki, le précédent daimyo. À 11 ans, en raison de la mort de son père, il hérite de la position de chef de famille, devenant le seigneur à la 10e génération du domaine de Nihonmatsu. Nagatomi s'appuie fortement sur son karō, le célèbre Niwa Takaaki. Il encourage ses obligés à exceller dans les arts martiaux et littéraires et, à cette fin, parraine l'ouverture de l'école officielle du domaine, Keigakukan (敬学館). En 1822, pendant des difficultés économiques antérieures, il déploie les forces du domaine pour mettre fin à un soulèvement paysan. Il contribue également à relancer la situation économique du domaine suivant une série de famines de sept ans au cours de l'ère Tenpō. Son domaine, avec le han d'Aizu, était chargé de la sécurité à l'emplacement Futtsu de l'artillerie lors de la mission Perry. Citant des raisons de santé, Nagatomi démissionne de sa position de chef de famille en 1858 et son sixième fils, Nagakuni, lui succède.
Les enfants de Nagatomi occupent d'importantes fonctions à l'époque du bakumatsu. Inaba Masakuni, seigneur de Yodo et membre du conseil des rōjū, est l'un de ses fils ; Mizuno Katsutomo du domaine de Yūki en est un autre.  Nagatomi porte le titre de Sakyō-dayū (左京太夫) et le rang de cour 4e inférieur (jū shi-i no ge, 従四位下).

## Source de la traduction
- (en) Cet article est partiellement ou en totalité issu de l’article de Wikipédia en anglais intitulé « Niwa Nagatomi » (voir la liste des auteurs).